# Лоди (провинция)
Лоди (итал. Provincia di Lodi, ломб. Provincia de Lòd) — провинция в Италии, в регионе Ломбардия.

## История
Город Лоди известен с V века до н. э. В 222 году до н. э. он был захвачен Римом; к 89 году до н. э. стал известен как Лаус-Помпея. Ломбардский и франкский период в истории провинции документирован скудно, известно, что город контролировал важный торговый маршрут из Милана в Кремону, Пьяченцу и низовьям реки Ламбро. В 1025 году император Священной римской империи Конрад II передал часть прав на провинцию архиепископу Милана, что привело к росту напряжённости в регионе. В XII веке совместно со Священной римской империей Лаус-Помпея выступила против Милана, но потерпела поражение подверглась разорению в 1111 году, а затем ещё раз в 1158 году. Это привело к исчезновению города на старом месте. По указанию Фридриха I город был возрождён на берегу реки Адда. Однако в 1167 году он перешёл на сторону Ломбардской лиги. Горожане сражались против Фридриха I в битве при Леньяно в 1176 году. При этом не утихали споры с Миланом, также состоявшим в лиге. Они окончились в 1335 году, когда Аццоне Висконти, правитель Милана, покорил Лоди.
10 мая 1796 года Наполеон одержал в провинции свою первую существенную победу, когда его армия из 5000 человек нанесла поражение австрийским силам, насчитывавшим 10000 человек. Под австрийским правлением город оставался до 1859 года, после чего перешёл под власть французского маршала Патриса де Мак-Магона. Позднее Лоди стала частью провинции Милан в составе Итальянского королевства.